# 恋の特ダネ
『恋の特ダネ』（こいのとくダネ）は、1981年の宝塚歌劇団のミュージカル作品。
バウ・ロマンチック・コメディー「恋の特ダネ」
作・演出：大関弘政
ある記者と大富豪の娘との恋の物語。

## あらすじ
舞台は、1920年代のアメリカ。入社3年の新米記者ロバート。考古学にしか、興味はない。記者としては、まだまだ。編集長のポールの命令でリンドバーグ大西洋無着陸飛行を取材することになるロバート。
取材先で家出娘のサンドラに、出あう。実は、サンドラは、、。

## 公演期間・公演場所
- 雪組「恋の特ダネ」宝塚バウホール - 1981年1月2日 - 1月18日
- 花組「恋の特ダネ」宝塚バウホール - 1981年2月7日 - 2月15日

## 主な配役

### 雪組
- ロバート：麻実れい  落ちこぼれ記者
- サンドラ：遥くらら  家出中の財閥令嬢
- ピーター：寿ひずる   飛行士
- ポール：尚すみれ　   編集長、ロバートの上司
- キャロライン：常花代 女性記者、ロバートの同僚
- ニック：山城はるか　       記者
- アーノルド：上條あきら   記者
- ジョーダン：千城恵　　   記者
- キャンベル氏：清川はやみ サンドラの父、富豪
- キャンベル夫人：銀あけみ
- ツーテン・ジャックのマダム ：三鷹恵子

### 花組
- ロバート：高汐巴　落ちこぼれ記者
- サンドラ：若葉ひろみ　家出中の財閥令嬢
- ピーター：瀬川佳英　飛行士
- ポール：優木京　編集長、ロバートの上司
- キャロライン：美和亜里　女性記者、ロバートの同僚

## スタッフ
- 作・演出：大関弘政
- 作曲・編曲：中元清純
- 振付：司このみ
- 装置：石浜日出雄
- 衣装：静間潮太郎
- 照明：今井直次
- 作詩・演出補：南明
- 制作：武井泰治
- 企画：宝塚歌劇団
- 主催：宝塚企画

## 主な楽曲
- OH!OH!OH!

(作詞：大関弘政 作曲：中元清純)

### 主な放送
- 「恋の特ダネ」（1981年雪組・バウホール(公演)）TAKARAZUKA SKY STAGE（タカラヅカスカイステージ)[1]